# Sugar Ray Marimón

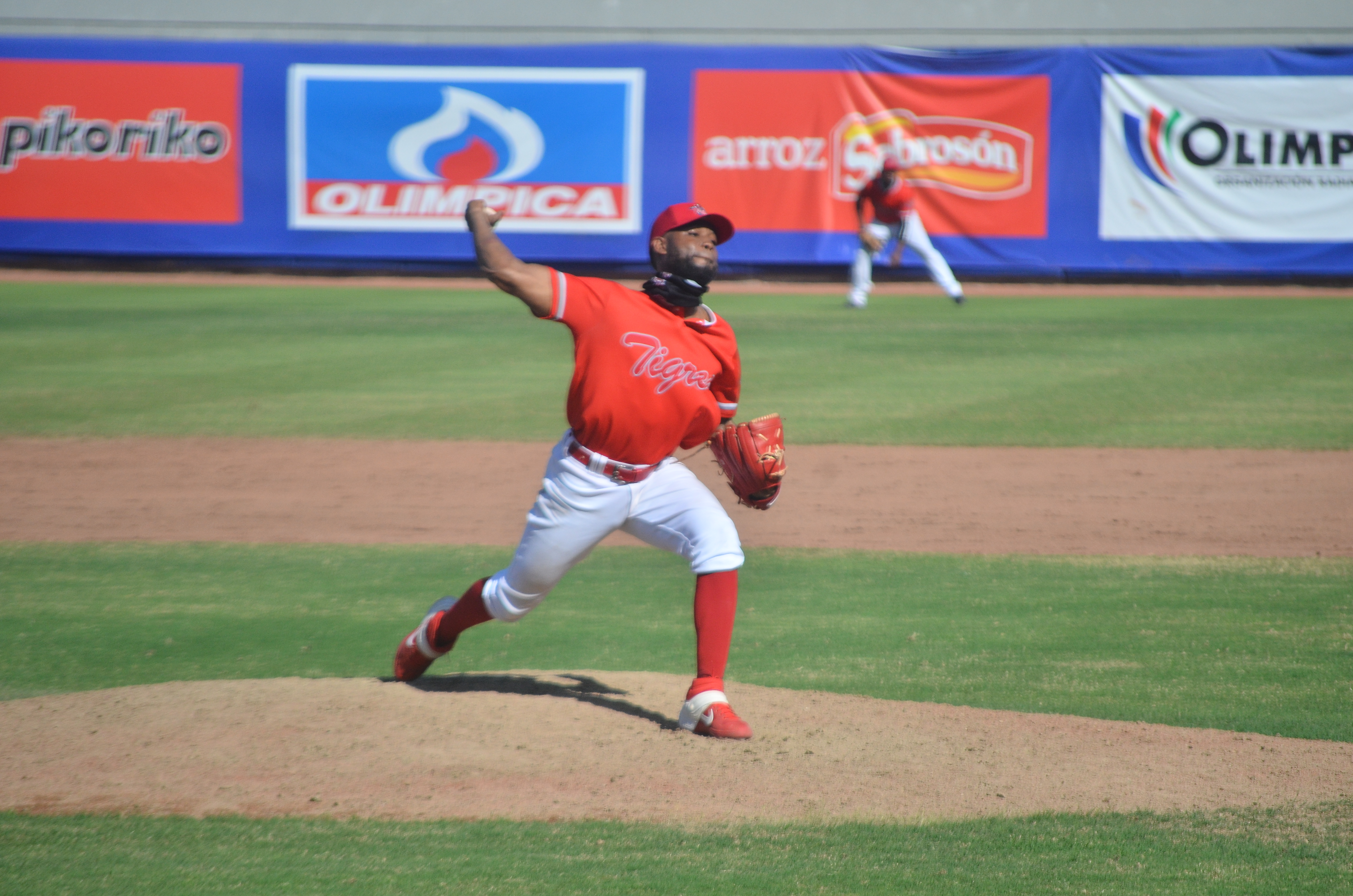
Sugar Ray Marimon con Tigres de Cartagena.

Sugar Ray Marimón (Cartagena de Indias, 30 de septiembre de 1988) es un beisbolista colombiano. Actualmente es agente libre. Jugó para los Bravos de Atlanta de las Grandes Ligas de Béisbol.

## Carrera en la MLB

### Reales de Kansas City (ligas menores)
Marimón firmó con el Kansas City Royals por aproximadamente $ 25,000 USD y jugó en la organización de 2007 a 2014.

### Bravos de Atlanta
Antes de la temporada 2015 firmó un acuerdo de la liga menor con el Atlanta Braves. Fue invitado al entrenamiento de primavera, pero no hizo la lista del día de apertura.
Marimón fue convocado a las Grandes Ligas por primera vez el 13 de abril de 2015. Debutó al día siguiente, lanzando cuatro entradas contra los Miami Marlins en respaldo de Trevor Cahill. Al terminar la temporada 2015 es agente libre.

## Familiares
Marimón es el segundo primo del lanzador Julio Teherán.

## Números usados en las Grandes Ligas
- 54 Atlanta Braves (2015)

## Estadísticas de pitcheo y bateo en Grandes Ligas
En un año jugó para un solo equipo de Liga Nacional.

### Pitcheo
| Año   | Equipo         | Liga | Juegos | W | L | W-L  | ERA  | WHIP  | K  |
| ----- | -------------- | ---- | ------ | - | - | ---- | ---- | ----- | -- |
| 2015  | Atlanta Braves | NL   | 16     | 0 | 1 | .000 | 7.36 | 1.714 | 14 |
| TOTAL |                |      | 16     | 0 | 1 | .000 | 7.36 | 1.714 | 14 |

### Bateo
| Año   | Equipo         | Liga | Juegos | VB | C | Hits | HR | CI | BA   | BR |
| ----- | -------------- | ---- | ------ | -- | - | ---- | -- | -- | ---- | -- |
| 2015  | Atlanta Braves | NL   | 16     | 6  | 0 | 2    | 0  | 0  | .333 | 0  |
| TOTAL |                |      | 16     | 6  | 0 | 2    | 0  | 0  | .333 | 0  |

## Estadísticas en Clásico Mundial
Estas son las estadísticas de pitcheo en el Clásico Mundial.
| Año   | Equipo   | Fase          | Entradas | W | L | W-L   | ERA  | SV | K |
| ----- | -------- | ------------- | -------- | - | - | ----- | ---- | -- | - |
| 2012  | Colombia | Clasificación | 5.0      | 1 | 0 | 1.000 | 1.80 | 0  | 4 |
| 2017  | Colombia | Clásico       | 0.1      | 0 | 0 |       | 0.00 | 0  | 0 |
| TOTAL |          |               | 5.1      | 1 | 0 | 1.000 | 1.69 | 0  | 4 |

## Ligas Invernales
Equipos en los que actuó por las diferentes Ligas de Verano e Invernales.
- Título Serie del Caribe 2022 con Caimanes de Barranquilla.

| Equipo                                       | Liga                                                   | País                               | Temporada |
| -------------------------------------------- | ------------------------------------------------------ | ---------------------------------- | --------- |
| Tigres del Licey                             | Liga de Béisbol Profesional de la República Dominicana | Bandera de la República Dominicana | 2012-13   |
| Cardenales de Lara                           | Liga Venezolana de Béisbol Profesional                 | Bandera de Venezuela               | 2013-14   |
| Águilas Cibaeñas                             | Liga de Béisbol Profesional de la República Dominicana | Bandera de la República Dominicana | 2014-15   |
| Toros de Sincelejo                           | Liga Profesional de Béisbol Colombiano                 | Bandera de Colombia                | 2019-20   |
| Tigres de Cartagena                          | Liga Profesional de Béisbol Colombiano                 | Bandera de Colombia                | 2020-21   |
| Tigres de Cartagena Caimanes de Barranquilla | Liga Profesional de Béisbol Colombiano                 | Bandera de Colombia                | 2021-22   |
| Guerreros del Caribe                         | Liga Mayor de Béisbol Profesional (Verano)             | Bandera de Venezuela               | 2022      |
| Tigres de Cartagena                          | Liga Profesional de Béisbol Colombiano                 | Bandera de Colombia                | 2022-23   |

## Liga de Corea del Sur
Firmó con KBOs KT Wiz de la Liga KBO en noviembre de 2015. Fue liberado el 10 de julio de 2016.
| Año  | Equipo | Juegos | W | L | ERA  | K  |
| ---- | ------ | ------ | - | - | ---- | -- |
| 2016 | KT Wiz | 12     | 6 | 4 | 5.23 | 45 |